# Getatchew Mekurya
Gétatchèw Mèkurya (amárico:  ጌታቸው መኩሪያ) (14 de março de 1935 – 4 de abril de 2016) foi um saxofonista etíope.